# Click fraud
Click fraud – rodzaj oszustwa w stosowanego w reklamach typu PPC, polegającego na sztucznym zwiększaniu liczby kliknięć w określony link.
Z reguły dopuszcza się go przedsiębiorstwo, którego motywem działania jest zwiększenie wydatków konkurencji na reklamę bez powiązanego z tym zwiększenia sprzedaży. Click fraud polega na wzmożonym klikaniu w płatne reklamy konkurencji bez zamiaru skorzystania z danych usług czy produktów. Potoczne „wyklikiwanie” reklam może odbywać się ręcznie lub automatycznie.

## Sposoby zapobiegania i wykrywania click fraud
Przykładowe sposoby walki z click fraud, różnią się one w zależności od konkretnej specyfiki systemu reklamowego:
- Wykrywanie adresu IP – system reklamowy nie nalicza drugiego kliknięcia z tego samego adresu IP.
- Sprawdzanie luk czasowych – system wykrywa regularne kliknięcia charakteryzujące się tym samym wzorcem zachowań i jeżeli żadne z tych kliknięć nie zakończyło się leadem, istnieje duże prawdopodobieństwo, że jest to click fraud.
- Badanie zachowań – zakłada się, że klient klikający w reklamę jest zainteresowany danym produktem lub usługą. Jeśli po kliknięciu w link natychmiast następuje powrót do strony poprzedniej może to oznaczać, że nastąpił click fraud.

## Rozwiązania walczące z click fraud
Google Ads, największy dostawca reklam PPC ma wbudowany swój własny autorski system chroniący przed click fraud. Jednak na rynku istnieją także inne firmy oferujące dodatkową ochronę przez click fraud. Wszystkie rozwiązania bazują na sztucznej inteligencji.